# Сиамо-бирманские войны
Сиамо-бирманские войны — серия вооружённых конфликтов между Бирмой и Сиамом в XVI—XIX веках. Войны начались после окончания феодальной раздробленности Бирмы при династии Таунгу и продолжались до потери Бирмой независимости в 1886 году.

## Таунгу—Аютия
| Название                               | Агрессор   | Результат                 | Примечания |
| -------------------------------------- | ---------- | ------------------------- | --- |
| Сиамо-бирманская война 1548 года       | Бирма      | Победа Сиама              | Первая осада Аютии                                                                                                   |
| Сиамо-бирманская война 1563—1564 годов | Бирма      | Победа Бирмы              | Вторая осада Аютии Сиам становится бирманским вассалом (1564—1568)                                                   |
| Сиамо-бирманская война 1568—1569 годов | Бирма      | Победа Бирмы              | Третья осада Аютии Сиам снова становится бирманским вассалом (1569—1584)                                             |
| Сиамо-бирманская война 1584—1593 годов | Сиам       | Победа Сиама              | Четвёртая осада Аютии Сиам восстанавливает независимость и возвращает территории от побережья Танинтайи до Тавоя     |
| Сиамо-бирманская война 1594—1605 годов | Сиам       | Победа Сиама              | Вторжение Сиама в Бирму Сиам покоряет весь Танинтайи до Мартабана (1594) Вассалом Сиама становится Ланна (1602—1614) |
| Сиамо-бирманская война 1613—1614 годов | Бирма      | Победа Бирмы              | Бирма возвращает Ланну и часть Танинтайи до Тавоя                                                                    |
| Сиамо-бирманская война 1662—1664 годов | Сиам       | Победа Бирмы              | Бирма отражает нападение на Ланну и Танинтайи                                                                        |
| Сиамо-бирманская война 1675—1676 годов | Сиам Бирма | Победа Бирмы Победа Сиама | Бирма отражает нападение на Танинтайи (1675) Сиам останавливает контрнаступление Бирмы (1675—1676)                   |
| Сиамо-бирманская война 1700—1701 годов | Бирма      | Победа Сиама              | — |

## Конбаун—Аютия
| Название                               | Агрессор | Результат    | Примечания                                                                                                |
| -------------------------------------- | -------- | ------------ | --- |
| Сиамо-бирманская война 1759—1760 годов | Бирма    | Победа Бирмы | Пятая осада Аютии Бирма возвращает северную часть                                                         |
| Сиамо-бирманская война 1765—1767 годов | Бирма    | Победа Бирмы | Шестая осада Аютии Бирма захватывает весь Танинтайи и столицу, королевство Аютия прекращает существование |

## Конбаун—Раттанакосин
| Название                                  | Агрессор                          | Результат    | Примечания |
| ----------------------------------------- | --------------------------------- | ------------ | --- |
| Сиамо-бирманская война 1775—1776 годов    | Бирма                             | Победа Сиама | Бирма не смогла покорить южную часть Ланны                                                                                    |
| Сиамо-бирманская война 1785—1786 годов    | Бирма                             | Победа Сиама | Сиам останавливает вторжение Бирмы и захватывает северную Ланну                                                               |
| Сиамо-бирманская война 1787 года          | Сиам                              | Победа Бирмы | Бирма оставляет за собой Танинтайи                                                                                            |
| Сиамо-бирманская война 1792 года          | Сиам                              | Победа Бирмы | Бирма оставляет за собой Танинтайи Сиам официально признаёт власть Бирмы над Танинтайи по договору 1793 года                  |
| Сиамо-бирманская война 1797 года          | Бирма                             | Победа Сиама | Сиам отражает вторжение в Ланну и Луангпхабанг                                                                                |
| Сиамо-бирманская война 1803—1808 годов    | Сиам                              | Победа Бирмы | Бирма предотвращает захват Чёнгтуна и Сипсонпанна Бирме не удаётся возвратить Ланну                                           |
| Сиамо-бирманская война 1809—1812 годов    | Бирма                             | Победа Сиама | Сиам отражает нападение на Джанкцейлон                                                                                        |
| Первая англо-бирманская война (1824—1826) | Сиам (как союзник Великобритании) | Победа Сиама | Сиам практически не принимал участия в военных действиях, но как союзник Великобритании заключил с ней антибирманский договор |
| Сиамо-бирманская война 1849—1855 годов    | Сиам                              | Победа Бирмы | Бирма защитила Чёнгтун |